# ShawnsFirstHeadlines
#ShawnsFirstHeadlines — перший міжнародний концертний тур Шона Мендеса напередодні виходу його першого студійного альбому Handwritten, що вийшов 14 квітня 2015 року. Тур розпочався в листопаді 2014 року в Нью-Йорку і завершився у вересні 2015 року в Стокгольмі, Швеція.

## На розігріві
- Жяккі Лі[en](Північна Америка)[1]
- Скотт Гельман[en](Торонто)[2]

## Сет-лист
Цей сет-лист пісень був представлений на шоу 16 серпня 2015 року в Лос-Анджелесі, США. Проте, він змінювався протягом усього туру.
1. «Something Big»
2. «Strings»
3. «The Weight»
4. «Aftertaste»
5. «I Don't Even Know Your Name»
6. «Kid in Love»
7. «Bring It Back»
8. «Stitches»
9. «Act like You Love Me»
10. «Never Be Alone»
11. «Life of the Party»

## Дати туру
| Дата              | Місто            | Країна           | Місце                                                | На розігріві     | Заповненість залу       | Доходи           |
| Північна Америка  | Північна Америка | Північна Америка | Північна Америка                                     | Північна Америка | Північна Америка        | Північна Америка |
| ----------------- | ---------------- | ---------------- | ---------------------------------------------------- | ---------------- | ----------------------- | ---------------- |
| 15 листопада 2014 | Нью-Йорк         | США              | Best Buy Theater                                     | Жяккі Лі         | 2,100 / 2,100           | —                |
| 26 листопада 2014 | Лос-Анджелес     | США              | Wiltern Theater                                      | Жяккі Лі         | 1,850 / 1,850           | —                |
| 30 листопада 2014 | Торонто          | Канада           | Danforth Music Hall                                  | Скотт Гельман    | 1,500 / 1,500           | —                |
| Європа            |                  |                  |                                                      |                  |                         |                  |
| 23 лютого 2015    | Стокгольм        | Швеція           | Debaser Strand                                       | Astrid           |                         | —                |
| 25 лютого 2015    | Берлін           | Німеччина        | Frannz Club                                          | Н/Д              |                         | —                |
| 1 березня 2015    | Париж            | Франція          | La Boule Noire                                       | Н/Д              |                         | —                |
| 4 березня 2015    | Лондон           | Англія           | The Garage                                           | Н/Д              | —                       | —                |
| Північна Америка  |                  |                  |                                                      |                  |                         |                  |
| 8 квітня 2015     | Маямі-Біч        | США              | The Fillmore Miami Beach at Jackie Gleason Theater   | Жяккі Лі         | 2,713 / 2,713           | —                |
| 10 квітня 2015    | Атланта          | США              | Center Stage Theater                                 | Жяккі Лі         | 1,050 / 1,050           | —                |
| 11 квітня 2015    | Нашвілл          | США              | Ryman Auditorium                                     | Жяккі Лі         | —                       | —                |
| 12 квітня 2015    | Сент-Луїс        | США              | The Pageant                                          | Жяккі Лі         | —                       | —                |
| 14 квітня 2015    | Міннеаполіс      | США              | Northrop Auditorium                                  | Жяккі Лі         | —                       | —                |
| 15 квітня 2015    | Мілвокі          | США              | Eagles Ballroom                                      | Жяккі Лі         | —                       | —                |
| 17 квітня 2015    | Денвер           | США              | Ogden Theatre                                        | Жяккі Лі         | —                       | —                |
| 19 квітня 2015    | Даллас           | США              | McFarlin Memorial Auditorium                         | Жяккі Лі         | —                       | —                |
| 21 квітня 2015    | Скоттсдейл       | США              | Livewire                                             | Жяккі Лі         | —                       | —                |
| 22 квітня 2015    | Санта-Ана        | США              | The Observatory                                      | Жяккі Лі         | —                       | —                |
| 24 квітня 2015    | Сан-Франциско    | США              | The Warfield                                         | Жяккі Лі         | 2,370 / 2,370           | $78,390          |
| 23 травня 2015    | Валдоста         | США              | Wild Adventures                                      | Н/Д              | —                       | —                |
| 24 травня 2015    | Орландо          | США              | Universal Orlando                                    | Н/Д              | —                       | —                |
| 26 травня 2015    | Шарлотт          | США              | Amo's Southend                                       | Жяккі Лі         | —                       | —                |
| 27 травня 2015    | Ричмонд          | США              | National Theater                                     | Жяккі Лі         | —                       | —                |
| 29 травня 2015    | Кліфтон-Парк     | США              | Upstate Concert Hall                                 | Жяккі Лі         | —                       | —                |
| 31 травня 2015    | Губер-Гайтс      | США              | The Rose Music Center at The Heights                 | Жяккі Лі         | —                       | —                |
| 7 червня 2015     | Ункасвілль       | США              | Mohegan Sun Arena                                    | Жяккі Лі         | 10,000 / 10,000         | $175,725         |
| 9 червня 2015     | Гемптон-Біч      | США              | Hampton Beach Casino Ballroom                        | Жяккі Лі         | 1,573 / 1,573           | $44,155          |
| 10 червня 2015    | Гантінґтон       | США              | The Paramount                                        | Н/Д              | —                       | —                |
| 27 червня 2015    | Дарьєн           | США              | Darien Lake Amusement Park                           | Жяккі Лі         | —                       | —                |
| 28 червня 2015    | Герші            | США              | Hersheypark Stadium                                  | Н/Д              | —                       | —                |
| 9 липня 2015      | Джексон-Тауншип  | США              | Six Flags Great Adventure                            | Н/Д              | —                       | —                |
| 16 липня 2015     | Колумбус         | США              | Express Live!                                        | Жяккі Лі         | 5,022 / 5,022           | $83,435          |
| 21 липня 2015     | Клівленд         | США              | Jacobs Pavilion at Nautica                           | Жяккі Лі         | —                       | —                |
| 22 липня 2015     | Індіанаполіс     | США              | Farm Bureau Insurance Lawn at White River State Park | Жяккі Лі         | —                       | —                |
| 2 серпня 2015     | Реджайна         | Канада           | Molson Canadian Live Grandstand                      | Н/Д              | —                       | —                |
| 4 серпня 2015     | Едмонтон         | Канада           | Francis Winspear Centre                              | Жяккі Лі         | —                       | —                |
| 5 серпня 2015     | Калгарі          | Канада           | Arts Commons                                         | Жяккі Лі         | —                       | —                |
| 7 серпня 2015     | Портленд         | США              | Crystal Ballroom                                     | Жяккі Лі         | —                       | —                |
| 16 серпня 2015    | Лос-Анджелес     | США              | Greek Theatre                                        | Н/Д              | —                       | —                |
| Європа            |                  |                  |                                                      |                  |                         |                  |
| 12 вересня 2015   | Мадрид           | Іспанія          | Teatho Monumental                                    | Н/Д              | —                       | —                |
| 15 вересня 2015   | Лондон           | Англія           | Shepherd's Bush Empire                               | Н/Д              | —                       | —                |
| 17 вересня 2015   | Осло             | Норвегія         | Senkvelo                                             | Н/Д              | —                       | —                |
| 18 вересня 2015   | Стокгольм        | Швеція           | Secret Location                                      | Н/Д              | —                       | —                |
| Загалом           | Загалом          | Загалом          | Загалом                                              | Загалом          | 28,178 / 28,178 (100 %) | $382,245         |